# Antônio Carlos Cruz Santos
Antônio Carlos Cruz Santos M.S.C. (Rio de Janeiro, 25 de novembro de 1961) é um prelado católico brasileiro. É o atual bispo diocesano de Petrolina.

## Biografia
Cresceu no Rio de Janeiro mas foi batizado e crismado em Penedo, terra natal de seus pais.
Ingressou no Seminário Menor Nossa Senhora do Sagrado Coração aos 22 anos, em Juiz de Fora, cursou filosofia no Seminário Diocesano Paulo VI, em Nova Iguaçu. Fez a experiência do noviciado em 1987 e sua profissão religiosa em 2 de janeiro de 1988. Concluiu os estudos de Teologia no Instituto Santo Inácio de Belo Horizonte.

### Vida eclesiástica
Recebeu a ordenação presbiteral em 12 de dezembro de 1992. Exerceu suas atividades no Rio de Janeiro, em Minas Gerais e em São Paulo. Esteve em vários países da América Latina e da Europa no decorrer de um ano letivo, exercendo a função de mestre de noviços. Foi:
- Vigário nas paróquias Pai Eterno e São José, enquanto trabalhava na Cidade de Deus
- Vigário na paróquia Nossa Senhora do Sagrado Coração, quando em Contagem trabalhava com estudantes de Teologia, por três anos
- Vigário na paróquia de São Judas Tadeu, em Belford Roxo, atuando por quatro anos
- Vigário na paróquia Senhor Bom Jesus, de Pirassununga
- Vigário na paróquia de Nossa Senhora da Soledade, Itajubá
- Provincial dos Missionários do Sagrado Coração de Jesus da Província do Rio de Janeiro, em 2012
- Provincial em Juiz de Fora, até a data de sua nomeação como bispo

Entre 1995 e 1997, foi formador dos juniores. De 1998 a 2001, promotor vocacional e formador dos postulantes. Mestre de noviços de 2003 até 2011.
Em 12 de fevereiro de 2014, o Papa Francisco o nomeou como bispo de Caicó. Recebeu a ordenação episcopal em 10 de maio seguinte, na Igreja de São Pedro de Alcântara de São Gonçalo, por Dom Ricardo Pedro Paglia, M.S.C., bispo emérito de Pinheiro, coadjuvado por Dom Fernando Panico, M.S.C., bispo de Crato e Dom Jaime Vieira Rocha, arcebispo de Natal.
Em 24 de abril de 2024, o Papa Francisco o transferiu para a Diocese de Petrolina. Fez sua entrada solene na diocese no dia 29 de junho seguinte.